# Oxytropis ajanensis
Oxytropis ajanensis är en ärtväxtart som först beskrevs av Eduard August von Regel och Heinrich Sylvester Theodor Tiling, och fick sitt nu gällande namn av Aleksandr Andrejevitj Bunge. Oxytropis ajanensis ingår i släktet klovedlar, och familjen ärtväxter. Inga underarter finns listade i Catalogue of Life.